# Sindaebang (metropolitana di Seul)
Sin-Daebang (신대방역 - 新大方驛, Sindaebang-yeok) è una stazione della linea 2 della metropolitana di Seul e si trova nel quartiere di Dongjak-gu, a sud del fiume Han. La stazione si trova nei pressi di una grande area commerciale, con diversi negozi e ristoranti, e per questo ogni giorno è frequentata da un gran numero di persone, rendendola la quinta stazione della metropolitana di Seul per traffico passeggeri.

## Linee
Seoul Metro
● Linea 2 (Codice: 231)

## Struttura
La stazione è realizzata su viadotto, in quanto la linea riemerge in superficie provenendo dalla direzione di Gangnam, e sono presenti due marciapiedi laterali con porte di banchina a protezione. Essendo la linea 2 una linea circolare, i binari vengono designati come "circolare interna" e "circolare esterna".
| Circ. interna | ● Linea 2 | per Daerim, Sindorim, Dangsan e Hapjeong        |
| Circ. esterna | ● Linea 2 | per Sadang, Gyodae, Gangnam, Seolleung e Jamsil |

## Stazioni adiacenti
| «       | Servizio | »                    |
| Linea 2 | Linea 2  | Linea 2              |
| ------- | -------- | -------------------- |
| Sillim  | -        | Guro Digital Complex |